# Stefanie Dums
Stefanie „Steffi“ Dums (* 20. April 1974; † 27. Februar 2020 in Hauenstein) war eine deutsche Fußballspielerin.

## Karriere
Dums begann in Hauenstein beim ortsansässigen und gleichnamigen Sportclub mit dem Fußballspielen und wechselte später nach Göcklingen zur B-Jugendmannschaft des SV Rot-Weiß Göcklingen, aus dem 2013 der eigenständige Verein FFV Fortuna Göcklingen hervorgehen sollte. 16-jährig rückte sie dann in die erste Mannschaft auf, die sie nach zwei Jahren verließ.
Vom TuS Niederkirchen – aus der gleichnamigen Ortsgemeinde Niederkirchen bei Deidesheim – verpflichtet, spielte sie für diesen von 1992 bis 2008, anschließend bis 2012, für den 1. FFC 08 Niederkirchen. Am Ende ihrer Premierensaison wurde die Gruppe Süd der seinerzeit zweigleisigen Bundesliga als Erstplatzierter abgeschlossen, gleichbedeutend mit der Teilnahme an der Endrunde um die deutsche Meisterschaft. Das am 20. Juni 1993 in Limburgerhof erreichte Finale wurde im Waldstadion vor 5000 Zuschauern mit 2:1 n. V. gegen den TSV Siegen gewonnen; Dums, die bis zur 85. Minute spielte, war mit 19 Jahren bereits Deutscher Meister. Des Weiteren gewann sie das Spiel um den zwischen 1992 und 1997 ausgespielten Supercup; am 1. August 1993 wurde in Leverkusen erneut der TSV Siegen mit 2:1 bezwungen.
Von 1997 bis 2000 spielte sie für ihren Verein in der eingleisigen Bundesliga, danach glich ihr Verein einer Fahrstuhlmannschaft. In ihren letzten beiden Saisons bestritt sie 31 Zweitligaspiele, in denen sie ein Tor erzielte. Mit dem letzten Punktspiel in der 2. Bundesliga Süd am 20. Mai 2012, beim 4:1-Sieg im Heimspiel gegen den 1. FC Saarbrücken, beendete sie ihre Spielerkarriere.
Später wurde sie in den Vorstand des SC Hauenstein gewählt, spielte aber trotzdem noch bis zuletzt in der Ü35-Mannschaft des FFC. Im Juni 2014 heiratete sie Heiko Magin, den damaligen sportlichen Leiter des SC Hauenstein; Dums war zu diesem Zeitpunkt auch Jugendleiterin des Klubs. Sie starb am 27. Februar 2020 im Alter von 45 Jahren an einem Aneurysma.

## Erfolge
- Deutscher Meister 1993
- DFB-Supercup-Sieger 1993